# Asura cancellata
Asura cancellata là một loài bướm đêm thuộc phân họ Arctiinae, họ Erebidae.